# حمزة صغيري
حمزة صغيري (بالألمانية: Hamza Saghiri)‏ هو لاعب كرة قدم ألماني في مركز الوسط، ولد في 18 فبراير 1997 في فورسلن في ألمانيا. لعب مع ألمانيا آخن.

## وصلات خارجية
- حمزة صغيري على موقع قاعدة بيانات كرة القدم.إي يو (الإنجليزية)
- حمزة صغيري على موقع Soccerway.com (الإنجليزية)
- حمزة صغيري على موقع عالم كرة القدم.نت (الإنجليزية)